# 614 (numero)
Seicentoquattordici (614) è il numero naturale dopo il 613 e prima del 615.

## Proprietà matematiche
- È un numero pari.
- È un numero composto con 4 divisori: 1, 2, 307, 614. Poiché la somma dei suoi divisori (escluso il numero stesso) è 310 < 614 è un numero difettivo.
- È un numero semiprimo.
- È un numero palindromo nel sistema di numerazione posizionale a base 13 (383).
- È un numero nontotiente (per cui la equazione φ(x) = n non ha soluzione).
- È un numero congruente.

## Astronomia
- 614 Pia è un asteroide della fascia principale del sistema solare.
- NGC 614 è un galassia lenticolare della costellazione del Triangolo.

## Astronautica
- Cosmos 614 è un satellite artificiale russo.

## Religione
- Secondo il rabbino ebreo riformato Emil Fackenheim, il numero dei Comandamenti nell'ebraismo dovrebbe essere 614 piuttosto che il tradizionale 613.